# آلن دودایف
آلن دودایف (به روسی: Ала́н Дуда́ев) (زادهٔ ۱۸ مه ۱۹۸۱) کشتی‌گیر پیشین اهل روسیه است که در دستهٔ وزنی ۶۰ کیلوگرم کشتی آزاد فعالیت می‌کرد. او برندهٔ مدال طلای مسابقات قهرمانی کشتی جهان (۲۰۰۵)، مدال طلای بازی‌های نظامی جهان (۲۰۰۷) و نیز مدال نقرهٔ مسابقات قهرمانی کشتی اروپا (۲۰۰۴) است.
او در سال‌های ۲۰۰۵ تا ۲۰۰۸ بر سر کسب دوبندهٔ تیم ملی روسیه با ماولت باتیروف نامدار رقابت داشت که در مسابقات قهرمانی روسیه سال ۲۰۰۵ به پیروزی رسید و سپس قهرمانی جهان را کسب کرد اما در سال‌های بعد از باتیروف شکست خورد و فرصت حضور در المپیک ۲۰۰۸ پکن را هم از دست داد.